# Langur-de-popa
O langur-de-popa (Trachypithecus popa) é uma espécie de primata da família Cercopithecidae. Ocorre apenas em Myanmar e recebeu seu nome comum e científico do Monte Popa, onde vive uma população estimada de 100 macacos. Está listado como "criticamente ameaçado" na Lista Vermelha da IUCN, pois acredita-se que a população selvagem compreenda apenas de 200 a 250 indivíduos.

## Taxonomia
O langur-de-popa foi descoberto em 2020 em um laboratório. Um estudo filogenético foi realizado com o objetivo de entender as relações taxonômicas da espécie com outras espécies do gênero. Para este estudo, os cientistas usaram amostras fecais de langures selvagens e amostras de tecido de espécimes em museus.
Juntamente com a análise genética, a descoberta também envolveu a comparação do langur-de-popa com um espécime de langur-de-phayre no Museu de História Natural de Londres. O exame revelou pequenas diferenças em sua pele, crânio e coloração.

## Características
É um primata de tamanho médio, com os machos atingindo um comprimento de corpo de cerca de 50 a 60 cm, e uma cauda de 77,5 a 89 cm de comprimento. Possui o dorso marrom-escuro ou marrom-acinzentado, barriga branca e mãos e pés pretos. Tem anéis brancos distintos ao redor dos olhos, assim como o focinho. Pesam cerca de 8 kg (18 lb).

## Distribuição e habitat
A espécie ocorre no centro de Myanmar, principalmente em torno do Monte Popa.

## Conservação
O langur-de-popa está ameaçado pela caça, destruição de habitat e fragmentação.